# Khemalapur, Raybag
Khemalapur là một làng thuộc tehsil Raybag, huyện Belgaum, bang Karnataka, Ấn Độ.